# Robin Jones
Pour les articles homonymes, voir Jones.
Robin Jones, né le 2 février 1954 à Saint-Louis (Missouri) et mort le 16 juillet 2018 à  Chicago (Illinois), est un joueur américain de basket-ball. Il évolue durant sa carrière au poste d'ailier fort.

## Carrière
Robin Jones a joué deux saisons dans la NBA, avant de signer un contrat chez les Portland Trail Blazers en 1976. C'est là que sa carrière décolla, donnant en 1977 pour la première fois à cette équipe son premier titre en ligue avec 63 matches. La saison suivante, il joua pour les Houston Rockets mais ne joua que 12 matches. Robin Jones joua ensuite 5 ans en France avant de retrouver les États-Unis comme représentant commercial chez Anheuser-Busch. Victime d'une hémorragie cérébrale en 1995, il prit sa retraite de directeur du marketing pour l'Illinois chez Anheuser-Busch l'année suivante.
Robin Jones est mort le 16 juillet 2018 à Chicago.

## Palmarès
- Champion NBA 1977